# Hintalo
Hintalo (anciennement appelée Antalo) est une ville du nord de l'Éthiopie située dans la Debubawi Zone du Tigré. Elle se trouve à 13° 19′ N, 39° 27′ E et entre 2050 et 2 102 mètres d'altitude.